# Funció de relleu

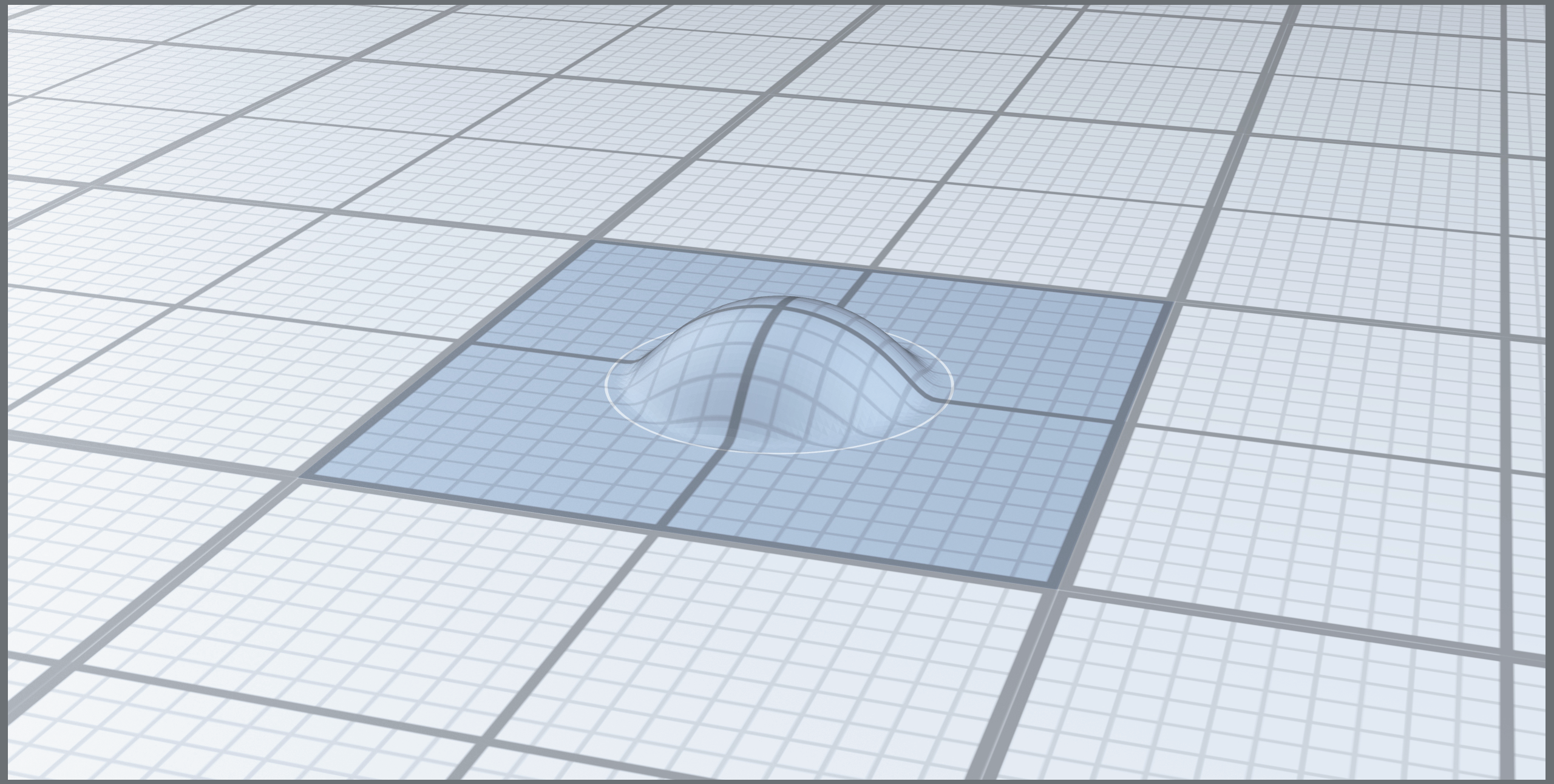
La gràfica de la funció de bump, on i

La funció de relleu 1d Ψ(x).

En matemàtiques, una funció de relleu (també anomenada funció de prova) és una funció {\displaystyle f:\mathbb {R} ^{n}\to \mathbb {R} } en un espai euclidià {\displaystyle \mathbb {R} ^{n}} que és alhora suau (en el sentit de tenir derivades contínues de tots els ordres) i suportada de manera compacta. El conjunt de totes les funcions bump amb domini {\displaystyle \mathbb {R} ^{n}} forma un espai vectorial, denotat {\displaystyle \mathrm {C} _{0}^{\infty }(\mathbb {R} ^{n})} o {\displaystyle \mathrm {C} _{\mathrm {c} }^{\infty }(\mathbb {R} ^{n}).} L'espai dual d'aquest espai dotat d'una topologia adequada és l'espai de distribucions.
Exemple: la funció {\displaystyle \Psi :\mathbb {R} \to \mathbb {R} } donada per{\displaystyle \Psi (x)={\begin{cases}\exp \left(-{\frac {1}{1-x^{2}}}\right),&x\in (-1,1)\\0,&{\text{altrament}}\end{cases}}}és un exemple de funció de bump en una dimensió. De la construcció queda clar que aquesta funció té un suport compacte, ja que una funció de la línia real té un suport compacte si i només si té un suport tancat acotat. La prova de suavitat segueix la mateixa línia que per a la funció relacionada que es parla a l'article Funció suau no analítica. Aquesta funció es pot interpretar com la funció gaussiana {\displaystyle \exp \left(-y^{2}\right)} escalat per adaptar-se al disc de la unitat: la substitució {\displaystyle y^{2}={1}/{\left(1-x^{2}\right)}} correspon a l'enviament {\displaystyle x=\pm 1} a {\displaystyle y=\infty .}